# Liga Nacional de Honduras 1965-66
La temporada 1965-1966 de la Liga Nacional de Fútbol de Honduras fue la edición inaugural profesional de esta liga. 
La temporada se desarrolló entre el 18 de julio de 1965 y el 23 de enero de 1966. El formato del torneo consistió en un calendario doble de todos contra todos. Platense F.C. ganó el título después de derrotar al C.D. España 2-0 en la última jornada.

## Formato
Los diez participantes disputan el campeonato bajo un sistema de liga, es decir, todos contra todos a visita recíproca; con un criterio de puntuación que otorga:
- 2 puntos por victoria
- 1 punto por empate
- 0 puntos por derrota.

El campeón sería el club que al finalizar el torneo haya obtenido la mayor cantidad de puntos, y por ende se ubique en el primer lugar de la clasificación.

## Equipos
| Equipo           | Sede           |
| ---------------- | -------------- |
| Atlético Español | Tegucigalpa    |
| España           | San Pedro Sula |
| Honduras         | El Progreso    |
| La Salle         | San Pedro Sula |
| Marathón         | San Pedro Sula |
| Motagua          | Tegucigalpa    |
| Olimpia          | Tegucigalpa    |
| Platense         | Puerto Cortés  |
| Troya            | Tegucigalpa    |
| Vida             | La Ceiba       |

## Resultados
| Pos. | Equipo           | Pts. | PJ | G  | E | P  | GF | GC | Dif. |
| ---- | ---------------- | ---- | -- | -- | - | -- | -- | -- | ---- |
| 1.   | Platense         | 27   | 18 | 11 | 5 | 2  | 42 | 23 | +19  |
| 2.   | Olimpia          | 26   | 18 | 10 | 6 | 2  | 35 | 14 | +21  |
| 3.   | Vida             | 22   | 18 | 8  | 6 | 4  | 24 | 17 | +7   |
| 4.   | Troya            | 22   | 18 | 8  | 6 | 4  | 18 | 14 | +4   |
| 5.   | España           | 21   | 18 | 9  | 3 | 6  | 29 | 20 | +9   |
| 6.   | Honduras         | 19   | 18 | 8  | 3 | 7  | 26 | 25 | +1   |
| 7.   | Marathón         | 12   | 18 | 5  | 2 | 11 | 22 | 35 | -13  |
| 8.   | La Salle         | 12   | 18 | 5  | 2 | 11 | 28 | 50 | -22  |
| 9.   | Motagua          | 10   | 18 | 3  | 4 | 11 | 14 | 25 | -11  |
| 10.  | Atlético Español | 9    | 18 | 2  | 5 | 11 | 28 | 45 | -17  |

|  | Campeón |

|                             |
| Platense Campeón 1° título. |